# 高尚亞當
高尚亞當，是日本純種競賽馬匹。生涯主要出戰中長途賽事，曾勝出2011年日經電台盃兩歲錦標。

## 出賽前
2009年2月12日出生於北海道安平町北部牧場，成長途中於一口馬主俱樂部Carrot Farm Co. Ltd.進行馬主募集。
其後交由栗東訓練中心練馬師石坂正訓練。

## 競賽生涯

### 2歲
2011年12月4日出戰阪神競馬場2歲新馬戰，比賽初段順利進佔先頭部隊，進入直路後隨即加速帶離對手，最終以2 1/2馬位優勢取得首勝。
3星期後出戰日經電台賞兩歲錦標，本次比賽繼續採取先行策略，一直維持於第三、四左右的位置。進入直路後，其隨即於馬群之中透出開始加速，於中段開始佔先後繼續衝刺，最終力拒來襲的黃金船下以1 1/2馬位取得首個分級賽優勝。

### 3歲
2012年3月以彌生賞作為目標，然而於比賽途中未能由中團位置上前迫近前方對手，最終以第八落敗。
其後挑戰一級賽皋月賞，維持在先頭部隊下於直路突然急劇失速，最終以大幅落後前方對手取得包尾第十八。
賽後，陣營立即對其進行詳細檢查，發現其於比賽途中出現流鼻血的症狀，因而無法繼續出戰東京優駿（日本打吡）。
秋季原定以神戶新聞盃作為起動戰，但於9月時被檢查出右前腳患有肌腱炎，因而進入長期休養並跳過4歲生涯。

### 5歲
2014年1月於逢坂山特別復出，為其時隔1年9月的出賽，但最終取得第七，其後於花見小路特別亦僅跑獲第六。
稍為放草後在5月轉戰泥地出戰日吉特別，本次比賽維持於中後方位置推進，於直路上大步加速上前下跑獲一席第二的戰績。
5月31日繼續出戰4歲以上1000萬獎金以下條件戰，比賽初段繼續採用居中戰術，最終爆發末腳速度下成功取得時隔2年5個月的勝利。
然而其後腳部再度出現問題進入休養，恢復進度遙遙無期下於2015年3月5日退役。

### 詳細賽績
| 日期      | 舉辦國家 | 馬場 | 距離   | 級別 | 賽事名稱              | 負重 | 騎師     | 馬號 | 出馬 | 名次 | 時間 | 頭馬（二馬） |                  |
| --------- | -------- | ---- | ------ | ---- | --------------------- | ---- | -------- | ---- | ---- | ---- | ---- | ------------ | ---------------- |
| 4/12/2011 | 日本     | 阪神 | 草2000 |      | 2歲新馬               | 55   | 李慕華   | 8    | 4    | 4    | 1    | 2:06.0       | （Danon Kiseki） |
| 10/9/2011 | 日本     | 阪神 | 草2000 | GIII | 日經電台賞兩歲錦標    | 55   | 李慕華   | 16   | 1    | 2    | 1    | 2:02.4       | （黃金船）       |
| 4/3/2012  | 日本     | 中山 | 草2000 | GII  | 彌生賞                | 56   | 內田博幸 | 15   | 7    | 12   | 8    | 2:04.4       | 宇宙英雄         |
| 15/4/2012 | 日本     | 中山 | 草2000 | GI   | 皋月賞                | 57   | 彭利力   | 18   | 1    | 2    | 18   | 2:04.8       | 黃金船           |
| 11/1/2014 | 日本     | 京都 | 草1800 |      | 逢坂山特別            | 57   | 福永祐一 | 14   | 5    | 8    | 6    | 1:47.3       | Tagano Emblem    |
| 25/1/2014 | 日本     | 京都 | 草1600 |      | 花見小路特別          | 57   | 李慕華   | 10   | 7    | 8    | 7    | 1:34.0       | Hyuma            |
| 11/5/2014 | 日本     | 東京 | 泥1600 |      | 日吉特別              | 57   | 濱中俊   | 16   | 6    | 12   | 2    | 1:37.8       | Meisho Solare    |
| 31/5/2014 | 日本     | 東京 | 泥1600 |      | 4歲以上1000萬獎金以下 | 57   | 內田博幸 | 16   | 5    | 9    | 1    | 1:35.8       | （Hypercharge）  |

## 退役後
退役後，高尚亞當並未入種，而於北海道苫小牧市北方馬匹公園休養，作為乘騎馬使用。
2018年被轉移到北海道帶廣市北海道帶廣農業高等學校休養，作為馬術部的乘騎馬工作。

## 血統簡介
父系大震撼爲日本賽駒，爲日本賽馬史上第二匹無敗三冠馬，生涯出戰十四場賽事僅得兩場未能勝出，退役後配種成績亦極爲優秀。祖父週日寧靜是美國三冠賽雙軍馬，退役後在日本配種，在日本馬壇相當成功，贏得多項分級賽事，其子嗣贏得巨額獎金。
母系Singhalese為英國生產的美國賽駒，生涯戰績優秀，曾勝出德爾馬橡樹大賽，亦於美國橡樹大賽跑獲季軍。外祖父談唱劇爲愛爾蘭生產的英國賽駒，生涯戰績優秀，曾勝出日本盃、英國國國際錦標、加拿大國際錦標及加冕盃四項一級賽。

### 血統表
| 父線：週日寧靜系（Halo系）             |                         |               |                 |
| 種馬 大震撼 2002年（棗色）             | 週日寧靜 1986年（棕色） | Halo          | Hail to Reason  |
| 種馬 大震撼 2002年（棗色）             | 週日寧靜 1986年（棕色） | Halo          | Cosmah          |
| 種馬 大震撼 2002年（棗色）             | 週日寧靜 1986年（棕色） | Wishing Well  | Understanding   |
| 種馬 大震撼 2002年（棗色）             | 週日寧靜 1986年（棕色） | Wishing Well  | Mountain Flower |
| 種馬 大震撼 2002年（棗色）             | 風中秀髮 1991年（棗色） | Alzao         | 利法爾          |
| 種馬 大震撼 2002年（棗色）             | 風中秀髮 1991年（棗色） | Alzao         | Lady Rebecca    |
| 種馬 大震撼 2002年（棗色）             | 風中秀髮 1991年（棗色） | Burghclere    | Busted          |
| 種馬 大震撼 2002年（棗色）             | 風中秀髮 1991年（棗色） | Burghclere    | Highclere       |
| 繁殖雌馬 Singhalese 2002年（栗色）     | 談唱劇 1992年（棗色）   | 如虎添翼      | 鞍匠井          |
| 繁殖雌馬 Singhalese 2002年（栗色）     | 談唱劇 1992年（棗色）   | 如虎添翼      | High Hawk       |
| 繁殖雌馬 Singhalese 2002年（栗色）     | 談唱劇 1992年（棗色）   | Glorious Song | Halo            |
| 繁殖雌馬 Singhalese 2002年（栗色）     | 談唱劇 1992年（棗色）   | Glorious Song | Ballade         |
| 繁殖雌馬 Singhalese 2002年（栗色）     | Baize 1993年（栗色）    | Efisio        | Formidable      |
| 繁殖雌馬 Singhalese 2002年（栗色）     | Baize 1993年（栗色）    | Efisio        | Eldoret         |
| 繁殖雌馬 Singhalese 2002年（栗色）     | Baize 1993年（栗色）    | Bayonne       | Bay Express     |
| 繁殖雌馬 Singhalese 2002年（栗色）     | Baize 1993年（栗色）    | Bayonne       | Lambay          |
| 雌系：Selene系（號族：6-e）            |                         |               |                 |
| 五代內近親交配：Halo 3×4、北地舞人 5×5 |                         |               |                 |

## 命名由來
名字Adam's Peak（アダムスピーク）出自位於斯里蘭卡拉特納普勒區的亞當峰，澳門方面加以聯想，翻譯為「高尚亞當」。

## 外部連結
- 高尚亞當 netkeiba.com
- 血統表